# Steve Martin
Pour les articles homonymes, voir Martin.
Ne doit pas être confondu avec Steve Martino.
Stephen Martin, dit Steve Martin, est un acteur, humoriste, musicien et scénariste américain, né le 14 août 1945 à Waco (Texas).
Révélé grâce au Saturday Night Live, Martin est devenu un humoriste réputé, avant de commencer une carrière au cinéma avec succès dans le registre comique avec Un vrai schnock, Les cadavres ne portent pas de costard, Treize à la douzaine, La Panthère rose ou encore Pas si simple. Par ailleurs, Martin démontre qu'il peut jouer avec sobriété et changer de registre, notamment avec Un ticket pour deux, Tout l'or du ciel, Portrait craché d'une famille modèle et La Prisonnière espagnole.
Ne se contentant pas d'être acteur, il est également reconnu comme scénariste, ainsi que comme musicien et écrivain.

## Biographie

### Enfance
Stephen Glenn Martin, fils de Mary Lee et de Glenn Vernon Martin, agent immobilier et aspirant acteur, est né à Waco, puis a été élevé à Inglewood, en Californie et plus tard à Garden Grove, toujours en Californie dans une famille de confession baptiste.
À Garden Grove, vivant près du parc d'attractions Disneyland, il travaille dans ce même parc d'attractions à l'âge de 11 ans, qui lui permet de se produire devant de petits groupes de visiteurs en faisant des tours de magie ou en escortant des touristes.

### Carrière

#### Stand-up

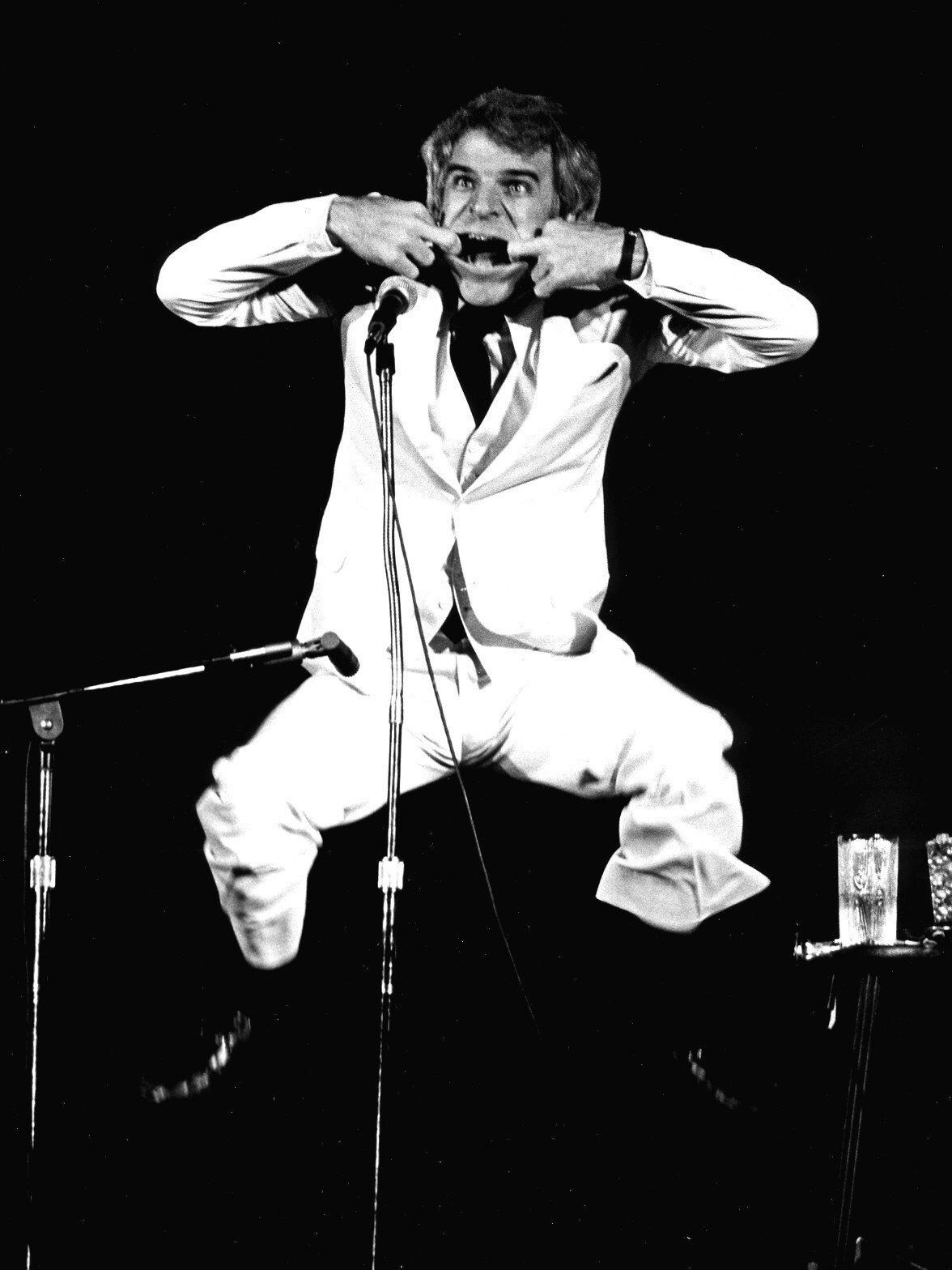
Steve Martin en 1977.

Étudiant en philosophie et se destinant à enseigner cette discipline, il change brusquement d'orientation pour écrire des textes comiques, puis jouer lui-même des rôles dans ce registre, sans jamais se départir d'un style qui lui est propre, un peu décalé. Après avoir été réorienté à l'Université de Californie à Los Angeles spécialité théâtre, il commence sa carrière dans des clubs locaux la nuit et arrête ses études à vingt-et-un ans.
En 1967, son ancienne petite amie, danseuse sur le The Smothers Brothers Comedy Hour (en), l'aide à décrocher un emploi dans le show comme scénariste en présentant son travail au scénariste en chef Mason Williams, qui paie Martin de sa propre poche. Ce premier emploi lui permet avec les autres scénaristes de décrocher un Emmy Award en 1969, à seulement 23 ans. Il écrit également pour John Denver, The Glen Campbell Goodtime Hour et The Sonny & Cher Comedy Hour et fait sa première apparition à la télévision dans l'émission The Steve Allen Show (en), en 1969.
Tout en continuant d'écrire, il fait plusieurs apparitions dans des shows télévisées (The Tonight Show Starring Johnny Carson, The Gong Show, On Location), mais aussi dans le Saturday Night Live, émission humoristique de NBC, où à chaque apparition, l'audience du show grimpait d'un million de spectateurs et lui permit ainsi d'être révélé au grand public. Martin a popularisé le air quotes, geste avec deux doigts de chaque main pour former des guillemets.
Ses apparitions à la télévision dans les années 1970 l'ont conduit à enregistrer des albums humoristiques, dont A Wild and Crazy Guy (1978), qui rencontre un énorme succès, se classant deuxième du Billboard 200. Le titre King Tut, extrait de l'album, connaît également un succès en single. Il lui permet d'obtenir un Grammy Award dans la catégorie « meilleur album de comédie » l'année suivante.
Sur ses albums, Martin utilise l'autoréférence et parfois l'autodérision, son style est décalé et ironique, mais il arrête le stand-up en 1981 pour se concentrer sur sa carrière cinématographique.

#### L'acteur

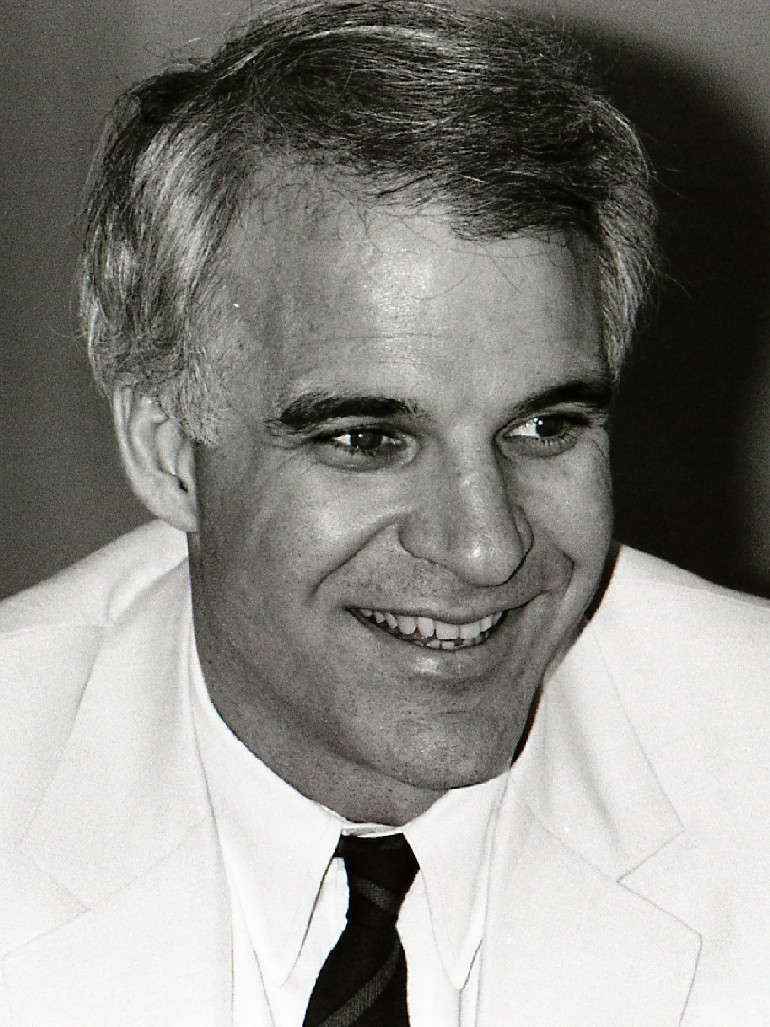
Martin lors de la promotion en Suède du film Les Cadavres ne portent pas de costard, en septembre 1982.

Martin considère l'énorme popularité acquise grâce au stand-up comme un « hasard », alors qu'il voulait faire du cinéma.
Sa carrière cinématographique débute en 1977 lorsqu'il écrit et interprète le rôle de Steven dans le court-métrage The Absent-Minded Waiter, qui sera nommé à l'Oscar du meilleur court-métrage en prises de vues réelles l'année suivante, suivi du film musical Sgt.Pepper's Lonely Hearts Club Band, inspiré de l'album du même nom des Beatles, film qu'il omet longtemps dans sa filmographie officielle à cause de son échec.
Sa rencontre avec l'acteur et réalisateur Carl Reiner est déterminante dans sa carrière. En 1979, Martin coécrit et interprète le rôle principal de la comédie Un vrai schnock, réalisé par Reiner, qui lui permet de rencontrer son premier succès public sur grand écran.
Deux ans plus tard, il tente un contre-emploi avec un rôle sérieux dans le drame Tout l'or du ciel qu'il avait hâte de tourner pour éviter d'être catalogué. Pour ce film, il prend des cours de théâtre, ainsi que des cours de claquettes pendant plusieurs mois. Malgré l'échec commercial du film, Martin obtient une nomination au Golden Globes.
C'est avec toujours Reiner qu'il obtient son premier grand rôle : celui d'un détective privé ringard dans Les Cadavres ne portent pas de costard, dont il coécrit également le scénario : il s'agit d'un pastiche de vieux films noirs où sont intercalés des extraits de ces classiques qui s'intègrent parfaitement dans la narration d'une intrigue décalée et comique. Une scène célèbre est restée où il sermonne Humphrey Bogart (Philip Marlowe) qui a oublié sa cravate. Il retrouve Reiner pour les films L'Homme aux deux cerveaux et Solo pour deux, qui lui vaut sa seconde nomination aux Golden Globes pour son rôle qui est le plus acclamé par la critique de sa carrière,.
Il continue dans le registre comique avec Little Shop of Horrors, parodie musicale reprenant les poncifs des films d'épouvante et dont il est également scénariste.
En 1987, il incarne le rôle d'un publicitaire nerveux et pressé dans la comédie Un ticket pour deux, dans lequel il partage la vedette avec son ami John Candy. Ce film devenu culte, permettant de lui confier un rôle marquant, est le préféré de sa carrière et prête ses traits à un pompier amoureux d'une jeune femme dans Roxanne, librement inspiré de Cyrano de Bergerac.
Après avoir partagé la vedette avec Michael Caine dans Le Plus Escroc des deux, il tente un autre virage sérieux dans sa carrière en incarnant un père de famille dans la comédie dramatique Portrait craché d'une famille modèle, qui lui permet d'obtenir son premier grand succès commercial avec plus de 100 millions de dollars de recettes rien qu'aux États-Unis.
Alors que les années 1980 se sont déroulées avec succès, les années 1990 marquent un léger déclin de la part du public, tout en obtenant pour la plupart des critiques favorables.
En effet, s'il obtient des succès avec la comédie Le Père de la mariée, remake du film de 1950 et sa suite, le drame Grand Canyon et la comédie dramatique L.A. Story, il connaît toutefois ses premiers échecs commerciaux dans la même période avec Le Cadeau du ciel, Joyeux Noël (remake du Le père Noël est une ordure), Sergent Bilko et Escapade à New York et le demi-échec de Bowfinger, roi d'Hollywood, dont il est le scénariste.
De plus, il s'éloigne petit à petit des plateaux de cinéma à la suite du décès de John Candy, survenu en 1994, tombant même dans une dépression pendant quelques mois à la suite de ce drame,
Il commence à écrire des articles dans le New Yorker où il rencontre sa nouvelle femme et comprend que les magazines ne s'intéressent pas aux couples dont seul l'un des deux membres est une célébrité et écrit des pièces de théâtre et roman.
C'est pourtant dans un autre registre que Steve Martin donne sa pleine mesure d'acteur : dans le rôle du milliardaire Dell du film La Prisonnière espagnole, de David Mamet en 1998.
Par la suite, il fait son retour en revenant dans le registre comique, il prend la relève de Peter Sellers en interprétant l'Inspecteur Clouseau dans le remake de La Panthère rose, en 2006 après les succès de Bronx à Bel-Air et Treize à la douzaine (respectivement 132 et 138 millions de dollars au box office américain). La Panthère Rose rapporte 158 millions de dollars de recettes mondiales, contrairement au deuxième volet, où il endosse à nouveau le costume de l'inspecteur Clouseau, qui a connu un échec retentissant, aux États-Unis comme en France. Cet échec ne l'empêche pas de triompher de nouveau avec Pas si simple, où il partage la vedette avec Meryl Streep et Alec Baldwin, qui rencontre un succès public, notamment dans le monde, devenant son plus grand succès mondial.
Il a également prêté sa voix à un personnage de la série d'animation Les Simpson et a fait partie des guest-stars de la troisième saison de la série 30 Rock, au côté de Tina Fey (également créatrice, avec lequel elle avait déjà joué avec Martin dans Baby Mama) et Alec Baldwin.

#### L'auteur
Steve Martin est également écrivain. En 1993, il publie Picasso at the Lapin Agile, une pièce de théâtre qui relate une rencontre imaginaire entre le peintre et Albert Einstein. Trois de ses livres ont déjà été traduits et publiés en France : Mirabelle (Presses de la cité - 2002), Effets indésirables (Buchet/Chastel - 2002) et Un homme de ma trempe (Buchet/Chastel - 2004). Ces trois livres ont obtenu un énorme succès aux États-Unis (500 000 exemplaires vendus de Mirabelle, Shopgirl dans son titre original). Steve Martin a fait paraître son autobiographie, Born standing up, en novembre 2007.

#### Le musicien
Après trois albums humoristiques, Steve Martin a enregistré deux albums folk, The Crow: New Songs for the 5-String Banjo et Rare Bird Alert, dans lequel il joue du banjo. Bien que ses albums soient mal classés au Billboard 200, il s'est classé numéro un au Billboard US Bluegrass, classement consacré à la musique country.
En 2014, il a reçu le Grammy Award de la meilleure chanson de roots américain pour son duo Love Has Come For You avec Edie Brickell.

## Filmographie

### Cinéma

#### Années 1970
- 1978 : Sgt. Pepper's Lonely Hearts Club Band de Michael Schultz : Dr. Maxwell Edison
- 1979 : Les Muppets : ça c’est du cinéma (The Muppets Movie) de James Frawley : Le serveur insolent
- 1979 : Un vrai schnock (The Jerk) de Carl Reiner : Navin / Cat Juggler

#### Années 1980
- 1981 : Tout l'or du ciel (Pennies from Heaven) d'Herbert Ross : Arthur
- 1982 : Les Cadavres ne portent pas de costard (Dead Men Don't Wear Plaid) de Carl Reiner : Rigby Reardon
- 1983 : L'Homme aux deux cerveaux (The Man with Two Brains) de Carl Reiner : Dr Michael Hfuhruhurr
- 1984 : Manhattan Solo (The Lonely Guy) d'Arthur Hiller : Larry Hubbard
- 1984 : Solo pour deux (All of Me) de Carl Reiner : Roger Cobb
- 1985 : Movers and Shakers de William Asher : Fabio Longo
- 1986 : ¡Trois amigos! (¡Three Amigos!) de John Landis : Lucky Day
- 1986 : La Petite boutique des horreurs (Little Shop of Horrors) de Frank Oz : Orin Scrivello
- 1987 : Roxanne de Fred Schepisi : C.D. Bales
- 1987 : Un ticket pour deux (Planes, Trains and Automobiles) de John Hughes : Neil Page
- 1988 : Le plus escroc des deux (Dirty Rotten Scoundrels) de Frank Oz : Freddy Benson
- 1989 : Portrait craché d'une famille modèle (Parenthood) de Ron Howard : Gil Buckman

#### Années 1990
- 1990 : Un pourri au paradis (My Blue Heaven) d'Herbert Ross : Vincent "Vinnie" Antonelli
- 1991 : L.A. Story de Mick Jackson : Harris K. Telemacher
- 1991 : Le Père de la mariée (Father of the Bride) de Charles Shyer : George Banks
- 1991 : Grand Canyon de Lawrence Kasdan : Davis
- 1992 : Fais comme chez toi ! (HouseSitter) de Frank Oz : Newton Davis
- 1992 : En toute bonne foi (Leap of Faith) de Richard Pearce : Jonas Nightengale
- 1994 : Le Cadeau du ciel (A Simple Twist of Fate) de Gillies MacKinnon : Michael McCann
- 1994 : Joyeux Noël (Mixed Nuts) de Nora Ephron : Philip
- 1995 : Le Père de la mariée 2 (Father of the Bride Part II) de Charles Shyer : George Banks
- 1996 : Sergent Bilko (Sgt. Bilko) de Jonathan Lynn : Sergent-Maître Ernest G. Bilko
- 1997 : La Prisonnière espagnole (The Spanish Prisoner, de David Mamet : Julian "Jimmy" Dell
- 1998 : Le Prince d'Égypte (The Prince of Egypt) de Brenda Chapman, Steve Hickner et Simon Wells : Hotep (voix)
- 1999 : Escapade à New York (The Out-of-Towners) de Sam Weisman : Henry Clark
- 1999 : Bowfinger, roi d'Hollywood (Bowfinger) de Frank Oz : Robert K. Bowfinger
- 1999 : The Venice Project de Robert Dornhelm : Lui-même
- 1999 : Fantasia 2000 d'Hendel Butoy : Lui-même (Introduction)

#### Années 2000
- 2000 : Le Secret de Joe Gould (Joe Gould's Secret) de Stanley Tucci : Charlie Duell
- 2001 : Novocaine de David Atkins : Frank Sangster
- 2003 : Bronx à Bel Air (Bringing Down the House) d'Adam Shankman : Peter Sanderson
- 2003 : Les Looney Tunes passent à l'action (Looney Tunes: Back in Action) de Joe Dante : Mr Chairman
- 2003 : Treize à la douzaine (Cheaper by the Dozen) de Shawn Levy : Tom Baker
- 2005 : Shopgirl d'Anand Tucker : Ray Porter
- 2005 : Treize à la douzaine 2 (Cheaper by the Dozen 2) d'Adam Shankman : Tom Baker
- 2006 : La Panthère rose (The Pink Panther) de Shawn Levy : Jacques Clouseau
- 2008 : Baby Mama de Michael McCullers : Barry
- 2009 : La Panthère rose 2 (The Pink Panther 2) d'Harald Zwart : Jacques Clouseau
- 2009 : Pas si simple (It's Complicated) de Nancy Meyers : Adam

#### Années 2010
- 2011 : The Big Year, de David Frankel : Stu Preissler
- 2015 : En route ! (Home) de Tim Johnson : Smek (voix)
- 2015 : Love the Coopers de Jessie Nelson : Le narrateur / Rags, le chien (voix)
- 2016 : Un jour dans la vie de Billy Lynn (Billy Lynn's Long Halftime Walk) d'Ang Lee : Norm Oglesby

#### Courts métrages
- 1977 : The Absent-Minded Waiter de Carl Gottlieb : Steven
- 2011 : Bluegrass Diva de Charles Ingram et Ryan Perez : Lui-même
- 2020 : Cruel Shoes de Kevan Peterson : Le narrateur (voix)

### Télévision

#### Séries télévisées
- 1976 : Doc : Brian Bogert
- 1987 : The Tracey Ullman Show : Rusty DeClure
- 1998 : Les Simpson (The Simpsons) : Ray Patterson (voix)
- 2008 : 30 Rock : Gavin Volure
- 2021 - présent : Only Murders in the Building : Charles-Haden Savage

#### Téléfilm
- 1993 : Les Soldats de l'espérance (And the Band Played On) de Roger Spottiswoode : Le frère

### Scénariste
- 1967 - 1993 : The Smothers Brothers Comedy Hour (52 épisodes)
- 1969 - 1972 : The Glen Campbell Goodtime Hour (20 épisodes)
- 1970 : Pat Paulsen's Half a Comedy Hour (13 épisodes)
- 1970 : The Ray Stevens Show (2 épisodes)
- 1971 - 1973 : The Sonny and Cher Comedy Hour (37 épisodes)
- 1972 : The Ken Berry 'Wow' Show (4 épisodes)
- 1976 : Van Dyke and Company (1 épisode)
- 1976 : On Location (1 épisode)
- 1977 : The Absent-Minded Waiter de Carl Gottlieb (court métrage)
- 1979 : Un vrai schnock (The Jerk) de Carl Reiner
- 1982 : Les Cadavres ne portent pas de costard (Dead Men Don't Wear Plaid) de Carl Reiner
- 1983 : L'Homme aux deux cerveaux (The Man with Two Brains) de Carl Reiner
- 1984 : Domestic Life (10 épisodes, également créateur)
- 1985 : George Burns Comedy Week (3 épisodes)
- 1986 : ¡Trois amigos! (¡Three Amigos!) de John Landis
- 1987 : Roxanne de Fred Schepisi
- 1991 : L.A. Story de Mick Jackson
- 1994 : Le Cadeau du ciel (A Simple Twist of Fate) de Gillies MacKinnon
- 1999 : Bowfinger, roi d'Hollywood (Bowfinger) de Frank Oz
- 2001 : The Downer Channel (3 épisodes)
- 2001 : Morto the Magician de Conrad Vernon (court métrage)
- 2005 : Shopgirl d'Anand Tucker
- 2006 : La Panthère rose (The Pink Panther) de Shawn Levy
- 2008 : Trahison (Traitor) de Jeffrey Nachmanoff
- 2009 : La Panthère rose 2 (The Pink Panther 2) d'Harald Zwart
- 2020 : Cruel Shoes de Kevan Peterson
- 2021 - présent : Only Murders in the Building (40 épisodes, également créateur)

### Producteur exécutif
- 1984 : Domestic Life (10 épisodes, également créateur)
- 1985 : George Burns Comedy Week (13 épisodes)
- 1986 : ¡Trois amigos! (¡Three Amigos!) de John Landis
- 1987 : Roxanne de Fred Schepisi
- 1991 : L.A. Story de Mick Jackson
- 1994 : Le Cadeau du ciel (A Simple Twist of Fate) de Gillies MacKinnon
- 2001 : The Downer Channel (3 épisodes)
- 2005 : The Scholar (6 épisodes)
- 2008 : Trahison (Traitor) de Jeffrey Nachmanoff
- 2021 - présent : Only Murders in the Building (40 épisodes, également créateur)

## Discographie
| Album                                                                                              | Année | Positions | Positions      | Certifications |
| Album                                                                                              | Année | USA       | US Bluegrass , | Certifications |
| -------------------------------------------------------------------------------------------------- | ----- | --------- | -------------- | -------------- |
| Let's Get Small                                                                                    | 1977  | 10        | —              | : Platine      |
| A Wild and Crazy Guy                                                                               | 1978  | 2         | —              | : 2× Platine   |
| Comedy Is Not Pretty!                                                                              | 1979  | 25        | —              | : Or           |
| The Steve Martin Brothers                                                                          | 1981  | 135       | —              |                |
| Little Shop of Horrors Soundtrack                                                                  | 1986  | —         | —              |                |
| The Crow: New Songs for the 5-String Banjo                                                         | 2009  | 93        | 1              |                |
| Rare Bird Alert                                                                                    | 2011  | 43        | 1              |                |
| "—" signifie que l'album n'est pas classé dans les charts ou n'est pas sorti dans le pays indiqué. |       |           |                |                |

### Singles
| Single             | Année | Position |
| Single             | Année | USA      |
| ------------------ | ----- | -------- |
| Grandmother's Song | 1977  | 72       |
| King Tut           | 1978  | 17       |
| Cruel Shoes        | 1979  | 91       |

## Distinctions

### Récompenses
- New York Film Critics Circle Awards 1984 : meilleur acteur pour Solo pour deux
- Writers Guild of America Awards 1988 : meilleur scénario adapté pour Roxanne
- People's Choice Awards 1992 : meilleur acteur de comédie
- People's Choice Awards 1993 : meilleur acteur de comédie
- Grammy Awards 2014 : meilleure chanson de roots américain pour Love Has Come For You avec Edie Brickell
- Oscar d'honneur en 2014

### Nominations
- Golden Globes 1982 : meilleur acteur dans un film musical ou une comédie pour Tout l'or du ciel
- Golden Globes 1985 : meilleur acteur dans un film musical ou une comédie pour Solo pour deux
- Golden Globes 1988 : meilleur acteur dans un film musical ou une comédie pour Roxanne
- Golden Globes 1990 : meilleur acteur dans un film musical ou une comédie pour Portrait craché d'une famille modèle
- MTV Movie Awards 1992 : meilleure performance comique pour Le Père de la mariée
- Golden Globes 1996 : meilleur acteur dans un film musical ou une comédie pour Le Père de la mariée 2
- Las Vegas Film Critics Society Awards 2010 : Lifetime Achievement Award
- Golden Globes 2023 : Meilleur acteur dans une série musicale ou comique pour Only Murders in the Building
- Golden Globes 2024 : Meilleur acteur dans une série musicale ou comique pour Only Murders in the Building
- Golden Globes 2025 : Meilleur acteur dans une série musicale ou comique pour Only Murders in the Building

## Voix françaises
En France, Jacques Frantz (décédé en mars 2021) a été la voix française la plus régulière de Steve Martin. Patrick Préjean l'a également doublé à six reprises.
Au Québec, il est réguilèrement doublé par Jean-Marie Moncelet.